# Casal de la Mina
Casal de la Mina és una obra barroca de Vic (Osona) protegida com a Bé Cultural d'Interès Local.

## Descripció
Edifici entre mitgeres que forma cantonada. Consta de planta baixa, dos pisos superiors i golfes. Les obertures es distribueixen asimètricament per la façana, tot i que es distingeixen clarament dos deixos verticals, combinant balcons i finestres. Coronant l'edifici hi ha una galeria de set obertures d'arc de mig punt.